# Cleli Grac
Cleli Grac (llatí: Cloelius Gracchus) va ser el dirigent dels eques l'any 458 aC.
Els eques van rodejar les forces del cònsol romà Luci Minuci Esquilí Augurí, que per por es va refugiar al mont Àlgid. Però al seu torn, Cleli va ser rodejat pel dictador Luci Quint Cincinnat, que venia en ajut de Minuci. Atemorits, els eques van entregar al seu general, que va ser portat a Roma, i després del triomf concedit a Quint Cincinnat, va ser executat.
S'ha assenyalat la naturalesa llegendària d'aquesta història, que sembla a la del cap Cleli dels eques que apareix 15 anys després assetjant Ardea, on també va ser rodejat pels romans i entregat per les mateixes tropes. Titus Livi ja deia que les dues semblen massa casuals per ser autèntiques. També es va dir que Cleli Grac i Cleli podien ser la mateixa persona, però en aquell temps tots els generals fets presoners eren executats després el triomf.